# Mata-Utu
Mata Utu, también conocida como Matā'utu, es la capital del Territorio de Ultramar francés de Wallis y Futuna, se encuentra ubicada en la isla Wallis (ʻUvea), de la cual es también la ciudad principal. Tiene una población de 1.124 habitantes según el censo 2008.
Es el centro administrativo de los pueblos más importantes del territorio de Wallis y Futuna y también la capital del distrito de Hahake.

## Características
El centro de la ciudad está dominado por la catedral de Notre-Dame-de-l'Assomption (declarado como monumento nacional francés). En sus proximidades se encuentra, junto con varios restaurantes, hoteles y oficinas de correos, el palacio del rey de Uvea (uno de los tres reinos tradicionales que dividen las colectividades territoriales de ultramar). A poca distancia también se encuentran la estación de policía y un centro comercial.
En las inmediaciones de la pequeña ciudad de Mata-Utu, hay dos pequeños sitios arqueológicos de una importancia considerable como son Talietumu y Tonga Toto.

## Geografía
El centro de la ciudad está situado en la costa norte de la isla Wallis, a una altitud de 6 metros sobre el nivel del mar. Tiene una población de 1.124 habitantes según el censo realizado el 21 de junio de 2008, y los idiomas hablados son el francés y el walisiano.

## Flora y fauna
La ciudad y la isla en general está rodeada por una laguna delimitada por un cinturón de arrecifes de coral, contando con una importante fauna marina de corales y peces tropicales. 
En la fauna existe una especie endémica de lagarto, además de una gran variedad de aves que habitan en la isla.
En cuanto a la flora, está compuesta fundamentalmente de cocoteros y árboles del pan, tanto en la ciudad como en el país.

### Lista de especies

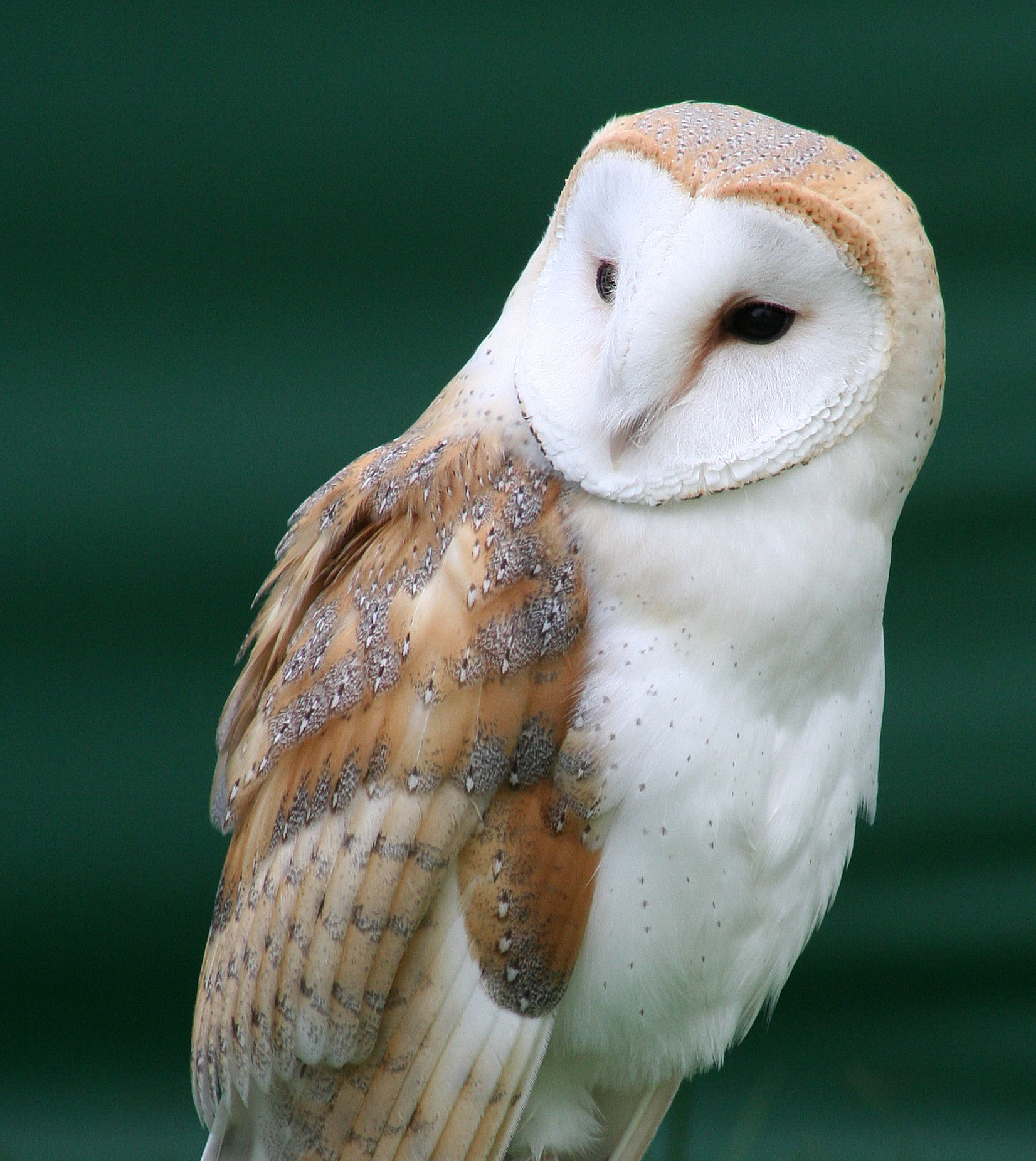
Lechuza común, una de las numerosas especies de aves que se encuentran tanto en la isla como alrededor de la ciudad.

- Rabijunco común
- Ave del trópico de cola roja
- Alcatraz pardo
- Alcatraz patirrojo
- Garceta costera oriental
- Pato negro del pacífico
- Calamón
- Tiñosa común
- Charrán blanco
- Lesser Noddy
- Charrán embridado
- Nucanera tern
- Lechuza común

## Clima
El clima dominante tanto en la ciudad como en el resto de la isla es el tropical.
| Datos climáticos de Mata-Utu          | Datos climáticos de Mata-Utu | Datos climáticos de Mata-Utu | Datos climáticos de Mata-Utu | Datos climáticos de Mata-Utu | Datos climáticos de Mata-Utu | Datos climáticos de Mata-Utu | Datos climáticos de Mata-Utu | Datos climáticos de Mata-Utu | Datos climáticos de Mata-Utu | Datos climáticos de Mata-Utu | Datos climáticos de Mata-Utu | Datos climáticos de Mata-Utu | Datos climáticos de Mata-Utu | Datos climáticos de Mata-Utu |
| Temperatura                           | Temperatura                  | Temperatura                  | Temperatura                  | Temperatura                  | Temperatura                  | Temperatura                  | Temperatura                  | Temperatura                  | Temperatura                  | Temperatura                  | Temperatura                  | Temperatura                  | Temperatura                  | Temperatura                  |
| Mes                                   | Ene                          | Feb                          | Mar                          | Abr                          | May                          | Jun                          | Jul                          | Ago                          | Sep                          | Oct                          | Nov                          | Dic                          |                              | Media Total                  |
| ------------------------------------- | ---------------------------- | ---------------------------- | ---------------------------- | ---------------------------- | ---------------------------- | ---------------------------- | ---------------------------- | ---------------------------- | ---------------------------- | ---------------------------- | ---------------------------- | ---------------------------- | ---------------------------- | ---------------------------- |
| Máxima temperatura registrada °C (°F) | 33 (93)                      | 33 (92)                      | 33 (94)                      | 34 (92)                      | 33 (92)                      | 33 (92)                      | 35 (95)                      | 31 (89)                      | 32 (90)                      | 31 (89)                      | 33 (92)                      | 33 (93)                      |                              |                              |
| Temperatura media-alta °C (°F)        | 30 (87)                      | 30 (87)                      | 30 (87)                      | 30 (86)                      | 29 (85)                      | 28 (84)                      | 28 (83)                      | 28 (83)                      | 29 (85)                      | 29 (85)                      | 30 (86)                      | 30 (86)                      |                              | 29 (85)                      |
| Temperatura media °C (°F)             | 27 (81)                      | 27 (81)                      | 27 (81)                      | 27 (81)                      | 27 (81)                      | 26 (79)                      | 26 (79)                      | 26 (79)                      | 26 (79)                      | 27 (81)                      | 27 (81)                      | 27 (81)                      |                              | 27 (81)                      |
| Temperatura media-baja °C (°F)        | 24 (76)                      | 24 (76)                      | 24 (76)                      | 24 (76)                      | 24 (76)                      | 24 (76)                      | 23 (75)                      | 23 (75)                      | 23 (75)                      | 24 (76)                      | 24 (76)                      | 24 (76)                      |                              | 24 (76)                      |
| Mínima temperatura registrada °C (°F) | 20 (69)                      | 21 (70)                      | 20 (69)                      | 20 (68)                      | 18 (66)                      | 18 (65)                      | 17 (64)                      | 17 (64)                      | 17 (63)                      | 19 (67)                      | 20 (68)                      | 20 (68)                      |                              |                              |
| Precipitaciones y horas de sol        |                              |                              |                              |                              |                              |                              |                              |                              |                              |                              |                              |                              |                              |                              |
| Mes                                   | Ene                          | Feb                          | Mar                          | Abr                          | May                          | Jun                          | Jul                          | Ago                          | Sep                          | Oct                          | Nov                          | Dic                          |                              | Total                        |
| Mm Totales (in)                       | 150 (5.9)                    | 125 (4.9)                    | 131 (5.2)                    | 122 (4.8)                    | 101 (4.0)                    | 102 (4.0)                    | 89 (3.5)                     | 108 (4.3)                    | 131 (5.2)                    | 162 (6.4)                    | 144 (5.7)                    | 149 (5.9)                    |                              | 1514 (59.6)                  |
| Mm de precipitación (in)              | 74 (2.9)                     | 61 (2.4)                     | 77 (3.0)                     | 94 (3.7)                     | 94 (3.7)                     | 101 (4.0)                    | 89 (3.5)                     | 108 (4.3)                    | 131 (5.2)                    | 160 (6.3)                    | 116 (4.6)                    | 89 (3.5)                     |                              | 1191 (46.9)                  |
| Cm de nieve (in)                      | 80 (31.5)                    | 67 (26.4)                    | 52 (20.5)                    | 26 (10.2)                    | 6 (2.4)                      | 1 (0.4)                      | 0 (0)                        | 0 (0)                        | 0 (0)                        | 3 (1.2)                      | 26 (10.2)                    | 61 (24.0)                    |                              | 322 (126.8)                  |
| Horas de sol                          | 72                           | 91                           | 109                          | 117                          | 158                          | 177                          | 216                          | 196                          | 140                          | 106                          | 72                           | 59                           |                              | 1513                         |
| Datos recogidos por Weatherbase       |                              |                              |                              |                              |                              |                              |                              |                              |                              |                              |                              |                              |                              |                              |

## Demografía
Como se puede apreciar en los datos recogidos en la tabla que se muestra a continuación, el aumento de población a lo largo de doce años no solo ha sido nulo sino que la pequeña ciudad ha perdido población ya que creció en 54 habitantes entre los años 1996 y 2003, pero disminuyó en 67 habitantes entre los años 2003 al 2008, por lo que en ese periodo de tiempo de doce años la ciudad ha perdido 7 habitantes. Estas pérdidas de población son producidas porque muchos de los habitantes del territorio migran hacia Nueva Caledonia, la Polinesia Francesa o incluso la propia Francia metropolitana en busca de oportunidades laborales, económicas y culturales que nunca podrían poseer en el caso de quedarse en el territorio. Se calcula que tan solo en Numea viven más de 17.000 habitantes wallisianos.
| Población | 1.137 | 1.191 | 1.124 |

## Economía
La economía de la ciudad al igual que la del resto del territorio esta limitada a la agricultura de subsistencia, con el 80% de la población trabajando en la agricultura (cocoteros y vegetales), ganadería (porcina principalmente) y pesca. Cerca del 4% de la población es empleada en el gobierno. Los principales ingresos provienen de los subsidios del gobierno francés, así como de las licencias de pesca otorgadas a Japón y Corea del Sur y los impuestos por importaciones y las remesas de los trabajadores expatriados en Nueva Caledonia.
El producto interior bruto en 1995 fue de US$ 28,7 millones, cerca de US$ 2.000 per cápita. El territorio tiene ingresos de cerca de US$20 millones anuales, contra gastos por US$17 millones.
Las principales industrias del territorio son la copra, utensilios, pesca y la madera. La producción de alimentos incluye el fruto del árbol del pan, plátanos, cocos, cerdos y ovejas. El comercio exterior se realiza sobre todo con Francia, Australia y Nueva Zelanda.
El territorio utiliza el Franco CFP, al igual que los otros territorios franceses en el Pacífico: Nueva Caledonia y la Polinesia Francesa. El Franco CFP está atado al Euro a una tasa de cambio de 1.000 XPF = 8,38 Euros.
En la ciudad se encuentra el Banco de Wallis y Futuna (filial de la BNP Paribas de Francia) y cuenta con apenas 8 empleados.
En realidad, la ciudad y el país en general son muy pobres, ya que sufren la escasez de recursos naturales y la lejanía y aislamiento de los mercados potenciales, mientras que sus entornos regionales son aún más pobres que ellos.
Mata-Utu es un puerto de difícil acceso vinculado a su entorno natural peligroso, la falta de un puerto de aguas profundas y la eliminación de las principales rutas comerciales con países bastante más ricos, como Australia y Nueva Zelanda. La falta de enlaces aéreos y la precariedad de estos dificulta bastante el desarrollo del turismo en las islas y transporte de mercancías, necesitando un suministro constante del capital público.

## Cultura
En la ciudad, al igual que en el resto del territorio, la religión dominante es la católica, aunque también hay pequeños grupos que practican religiones indígenas y tribales.
La cultura de la ciudad es de carácter polinésico y se puede apreciar en las danzas de origen tongo, como por ejemplo el kailao.

## Transporte
La ciudad cuenta con carreteras que la comunican con el resto de la isla, de 100 km de carreteras que posee la isla tan solo 16 se encuentran pavimentados. En cuanto a transporte marítimo se refiere la ciudad cuenta con el puerto más importante de la isla y de todo el territorio. El Aeropuerto de Hihifo que se encuentra ubicado a 5,6 km al norte de la ciudad es el que da servicio a la misma así como a toda la isla, sus destinos principales son las islas de Futuna (Aeropuerto de Pointe Vele), Nadi y Nouméa. Este aeropuerto cuenta con una pista pavimentada de 2.000 metros de longitud y es también el principal del territorio.

## Lugares de interés

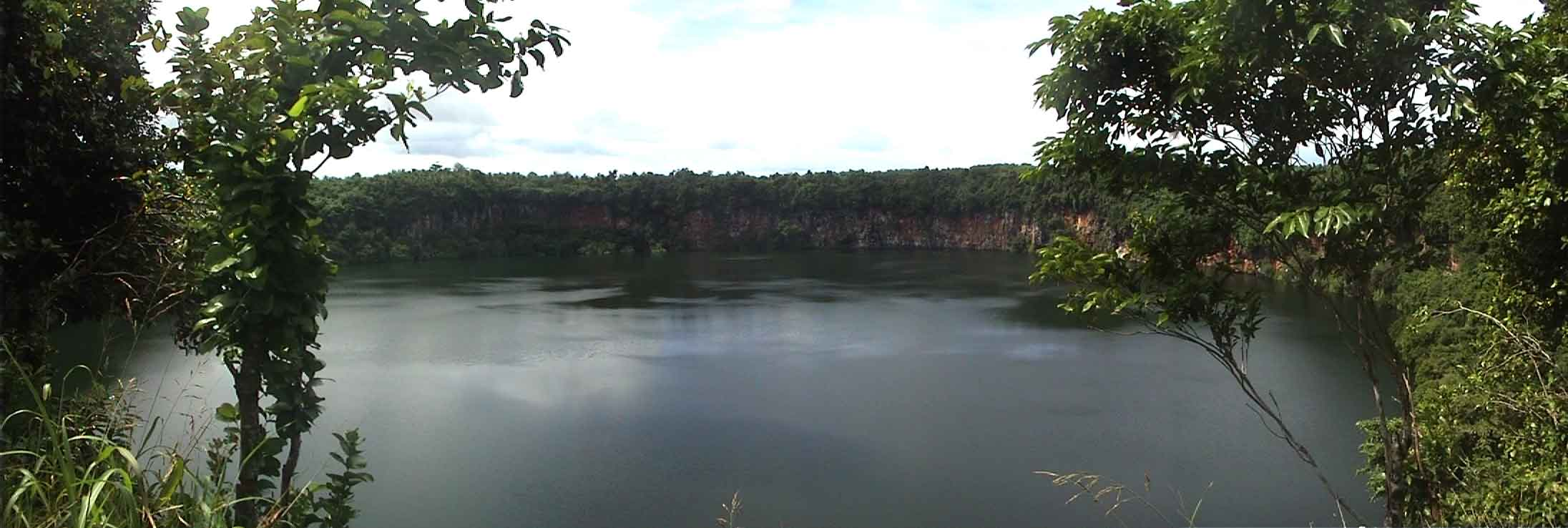
Lago Lalolalo.

Al igual que muchas islas oceánicas, estos lugares se caracterizan por tener una abundante flora lo cual hace que sean lugares hermosos pero lejanos o de difícil acceso. Además, cuenta con dos edificios de interés, uno de ellos declarado monumento nacional de Francia.
- Yacimiento de Tonga Toto: Cerca del lago Lalolalo se encuentra el yacimiento arqueológico de Tonga Toto del siglo XV. Presenta vestigios de una antigua fortaleza tonga que domina el mar.

- Yacimiento de Talietumu o Kolo Nui: Está situado 9 km al sur de la ciudad y está compuesto de una fortaleza construida en el siglo XV, en la época del dominio tonga.

- Iglesia de San José: Es la iglesia más antigua de la isla, situada en el pueblo de Mala'efo'ou (8 km al sur de la ciudad). El interior del edificio está copiosamente decorado con escenas bíblicas y frescos de peces y conchas que recuerdan los motivos de las tapas (telas tradicionales).

- Iglesia del Sagrado Corazón: Se encuentra en el pueblo de Faga'uvea (5 km al sur de la ciudad). Este edificio, construido en 1991, cuenta con una arquitectura realmente sorprendente, ya que recrea la forma de un faro.